# Песу
Песу́ (фр. Payssous, окс. Paishons) — коммуна во Франции, находится в регионе Юг — Пиренеи. Департамент — Верхняя Гаронна. Входит в состав кантона Барбазан. Округ коммуны — Сен-Годенс.
Код INSEE коммуны — 31408.

## География

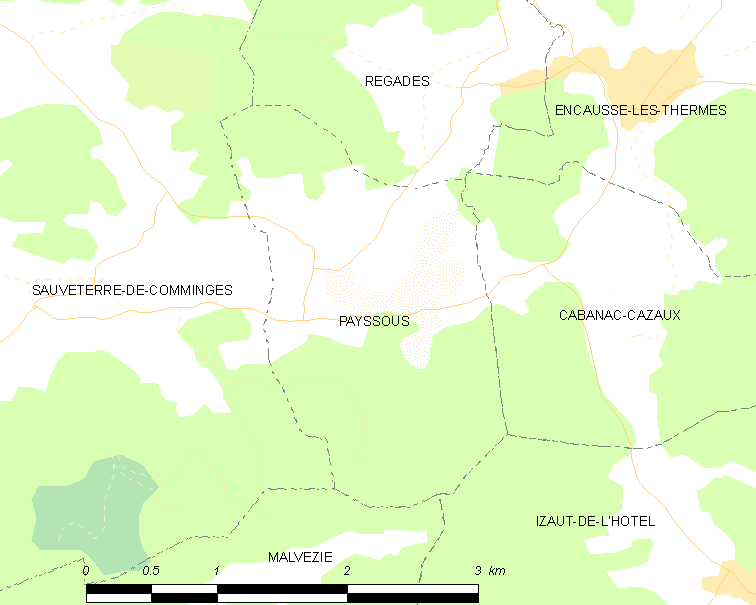
Карта коммуны

Коммуна расположена приблизительно в 660 км к югу от Парижа, в 90 км к юго-западу от Тулузы.
По территории коммуны протекает река Русек (фр. Roussec). Около половины территории коммуны занимают леса.

## Климат
Климат умеренно-океанический. Зима мягкая и снежная, весна характеризуется сильными дождями и грозами, лето сухое и жаркое, осень солнечная. Преобладают сильные юго-восточные и северо-западные ветры.

## Население
Население коммуны на 2010 год составляло 92 человека.
| 1962 | 1968 | 1975 | 1982 | 1990 | 1999 | 2010 |
| ---- | ---- | ---- | ---- | ---- | ---- | ---- |
| 178  | 156  | 138  | 108  | 88   | 80   | 92   |

## Администрация
| Период | Период | Фамилия        | Партия                    | Примечания |
| ------ | ------ | -------------- | ------------------------- | ---------- |
| 2001   | 2013   | Жак Рено       | Союз за народное движение |            |
| 2013   | 2020   | Паскаль Милези |                           |            |

## Экономика
В 2010 году среди 49 человек трудоспособного возраста (15—64 лет) 32 были экономически активными, 17 — неактивными (показатель активности — 65,3 %, в 1999 году было 62,1 %). Из 32 активных жителей работали 31 человек (15 мужчин и 16 женщин), безработной была 1 женщина. Среди 17 неактивных 3 человека были учениками или студентами, 7 — пенсионерами, 7 были неактивными по другим причинам.